# Laven (Denemarken)
Laven is een plaats in de Deense regio Midden-Jutland. De plaats maakt deel uit van gemeente Silkeborg en Skanderborg. Laven telt 378 inwoners (2008).